# Amos Jarkoni
Amos Jarkoni (hebrejsky עמוס ירקוני‎, rodným jménem Abd el-Madžíd Hidr, arabsky عبد الماجد حيدر‎; ‎1. června 1920, Na'ura – 7. února 1991) byl podplukovník Izraelských obranných sil, pocházející z beduínského kmene, a jeden z šesti izraelských Arabů, kteří byli oceněni Medailí Za zásluhy, třetím nejvyšším izraelským armádním vyznamenáním. Stal se prvním velitelem průzkumného praporu Šaked, náležícího pod jižní armádní velitelství.

## Biografie
Narodil se jako Abd el-Madžíd Hidr v beduínské vesnici Na'ura v britské mandátní Palestině do muslimské rodiny z Mazaribského kmene. V roce 1936 se v šestnácti letech přidal k arabské skupině, která provedla útok na Transarabský ropovod, vedoucí ropu z iráckých ropných polí do Haify na severu mandátní Palestiny. V důsledku vnitřních sporů v rámci skupiny ji opustil a uprchl do oblasti s židovským osídlením, kde mu bylo poskytnuto útočiště. V té době navázal prostřednictvím Moše Dajana kontakt s židovskou podzemní vojenskou organizací Hagana. S Dajanem byl od té doby v kontaktu a v prosinci 1947, kdy již v mandátní Palestině probíhala občanská válka mezi Araby a Židy, se přidal na židovskou stranu, po vzniku Izraele v květnu 1948 se stal členem nově vzniklé izraelské armády a změnil si jméno na Amos Jarkoni.
Během izraelské války za nezávislost sloužil v řadě jednotek, až nakonec skončil v jednotce pro menšiny. Osvědčil se jako vynikající stopař a patrola, a nepřestával své kolegy udivovat svými schopnostmi. V roce 1953 úspěšně absolvoval důstojnický kurz (hlavní obavu měl z toho, že zkouška probíhala v hebrejštině) a stal se velícím důstojníkem jednotky pro menšiny.

### Šaked
V roce 1955 došlo k nárůstu četnosti a úspěšnosti fedajínských útoků na izolované izraelské osady, vedených z Egyptem ovládaného Pásma Gazy či Jordánskem ovládaného okolí Hebronu. Izraelská armáda proto hledala způsob, jak na tuto hrozbu reagovat. Rechav'am Ze'evi, který tehdy zastával vyšší hodnost na jižním armádním velitelství a měl na starost ochranu izolovaných sídel v Jordánském údolí, pro tento úkol doporučil Jarkoniho, s nímž se znal již řadu let. Ten úkol přijal a pod jeho vedením vznikla zvláštní průzkumná a protiteroristická jednotka. Její jméno je Šaked (hebrejsky שקד‎, doslova „mandle“), což je akronym hebrejského שומרי קו הדרום‎ (tedy Šomrej kav ha-darom, doslova „Strážci jižní hranice“).
V jednotce sloužili vojáci židovského i nežidovského původu, v případě Beduínů však Jarkoni přijímal pouze ty ze severu Izraele a nikoliv z jihu, neboť nechtěl, aby museli bojovat proti vlastnímu kmeni. Osobně se účastnil mnoha operací, při nichž byl nesčetněkrát zraněn, postřelen či zasažen šrapnelem. V listopadu 1959 byl v boji těžce raněn výbuchem, v jehož důsledku přišel o ruku a měl poraněnou nohu. V roce 1961 byl po svém zotavením potvrzen ve funkci velitele praporu Šaked. Jeden z velitelů k tomu dodal: „když může být Moše Dajan ramatkalem (náčelníkem Generálního štábu) bez oka, můžeme mít velitele praporu s protetickou rukou“.
V roce 1967 sloužil během šestidenní války na sinajské frontě. Po letech příkladné služby, během níž obdržel Medaili Za zásluhy a tři další vyznamenání, opustil armádu v roce 1969 v hodnosti podplukovníka.

### Smrt

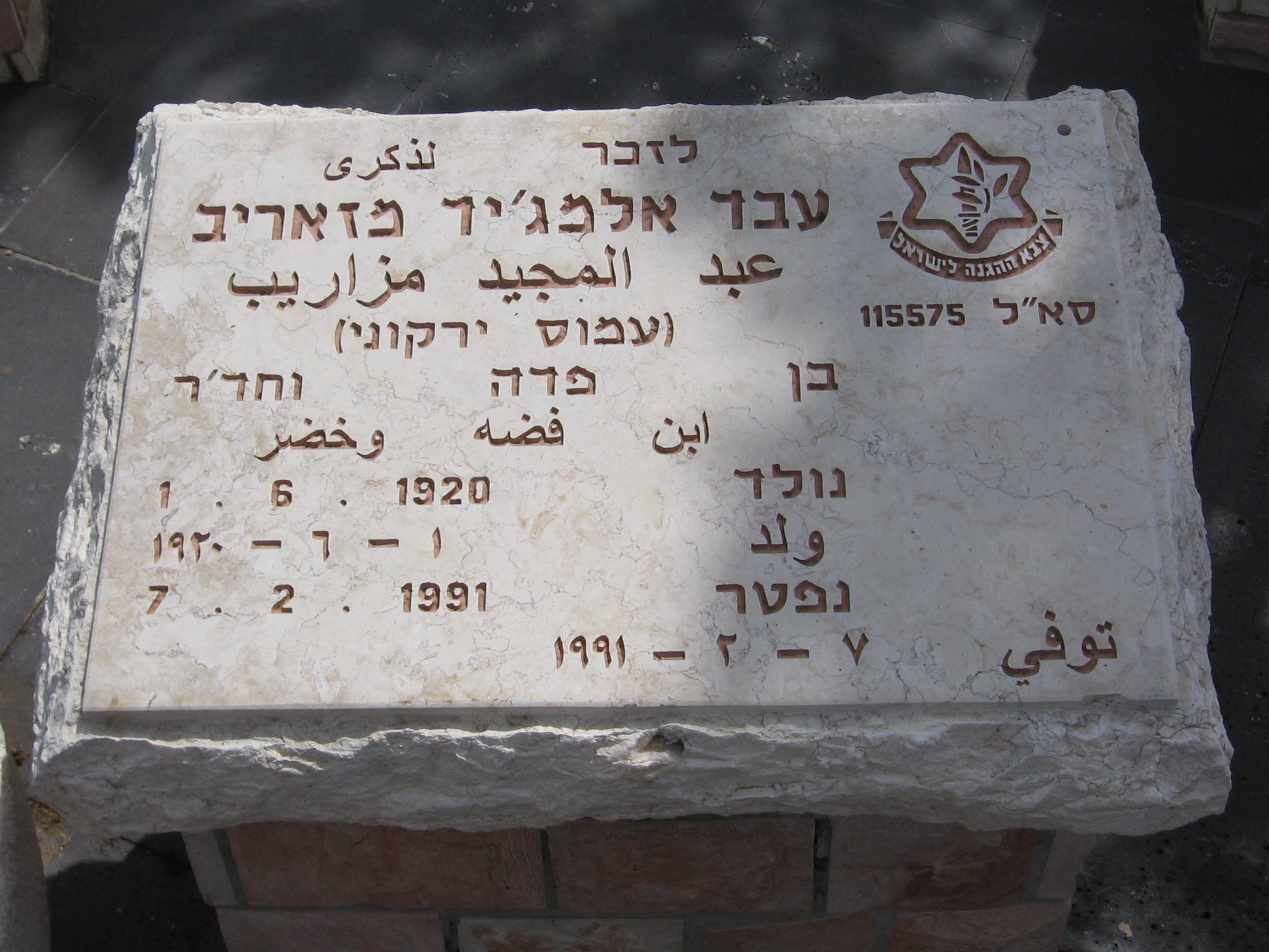
Jarkoniho hrob na hřbitově Kirjat Ša'ul

Zemřel v únoru 1991 ve věku 70 let po dlouhém boji s rakovinou. Jeho dlouholetý přítel Ze'evi požádal, aby mohl být pohřben na vojenském hřbitově Kirjat Ša'ul (navzdory tomu, že jako vysloužilý voják by na toto technicky nárok neměl), a tehdejší ministr obrany Moše Arens souhlasil. Objevil se však jiný problém. Jelikož Jarkoni nebyl Žid, podle židovského náboženského práva by nebylo možné jej pohřbít mezi židovskými vojáky. To však vzbudilo vlnu pobouření, neboť šlo o válečného hrdinu. Vše nakonec vyřešil Ze'evi, který si pro sebe na hřbitově koupil hrob na konci jedné z řad, určený pro Jarkoniho. V případě pohřbení na konci řady by již technicky nebyl pohřben na židovském hřbitově.
V projevu úcty neslo jeho rakev šest brigádních generálů (navzdory vojenské tradici, jelikož měli vyšší hodnost než on), kteří patřili mezi jeho někdejší velící důstojníky. Za nimi kráčel izraelský prezident Chajim Herzog, vojenští a političtí představitelé a běžní Izraelci.

## Památka
Na jeho počest nese jeho jméno řada ulic po celém Izraeli (například v Beerševě či Haifě).